# Scopula ocheracea
Scopula ocheracea là một loài bướm đêm trong họ Geometridae.